# Listă de regizori suedezi
Aceasta este o listă de regizori de film suedezi:

Cuprins: Început - 0–9 A B C D E F G H I J K L M N O P Q R S T U V W X Y Z

## A
- Lasse Åberg
- Mac Ahlberg
- Per Åhlin
- Marianne Ahrne
- Jonas Åkerlund
- Daniel Alfredson
- Hans Alfredson
- Tomas Alfredson
- Roy Andersson

## B
- Anders Banke
- Daniel Bergman
- Eva Bergman
- Ingmar Bergman

## C
- Nils Olaf Chrisander
- Peter Cohen

## D
- Tage Danielsson

## E
- Viking Eggeling
- Hasse Ekman
- Marie-Louise Ekman
- Daniel Espinosa

## F
- Josef Fares
- Daniel Fridell

## G
- Kjell Grede

## H
- Mikael Håfström
- Lasse Hallström
- Geir Hansteen Jörgensen
- Klaus Härö
- Olle Hellbom
- Richard Hobert
- Anna Hofman-Uddgren

## J
- Stefan Jarl

## L
- Daniel Lind Lagerlöf
- Stig Larsson
- Ella Lemhagen
- Gunnel Lindblom
- Lars-Magnus Lindgren
- Humberto López y Guerra
- Oscar A.C. Lund

## M
- Ulf Malmros
- Arne Mattsson
- Gustaf Molander
- Lukas Moodysson

## N
- Anders Nilsson
- Colin Nutley
- Sven Nykvist

## O
- Stig Olin
- Vladimir Oravsky

## P
- Reza Parsa
- Kay Pollak

## R
- Björn Runge

## S
- Alf Sjöberg
- Vilgot Sjöman
- Victor Sjöström
- Johan Söderberg
- Kristofer Steen
- Mauritz Stiller
- Arne Sucksdorff
- Kjell Sundvall

## T
- Filip Tegstedt
- Jan Troell

## V
- Bo Arne Vibenius

## W
- Maj Wechselmann
- Bo Widerberg

## Z
- Mai Zetterling